# バラード (アルバム)
『バラード』（Ballads）は、ジョン・コルトレーンがインパルス!レコードから1963年に発表したアルバム。タイトル通り、全曲バラード（バラッド）の作品である。

## 解説
ジョン・コルトレーンの演奏は、主に激しい一面が評価されてきた。音楽評論家のアイラ・ギトラーは、切れ目なく続くサックスの音を「シーツ・オブ・サウンド」と形容し、1950年代末期にコルトレーンがモード・ジャズの領域に進むと、更に激しさは増していった。しかしコルトレーンは、デビュー当時からバラードも好んで演奏し、それが結実したのが本作である。コルトレーンの作品としては異色作だが、情感のこもった優しい演奏で、今もジャズを聴き始めたばかりのリスナーに薦められることが多い。
本作に関してしばしば伝えられるエピソードは、「サックスのマウスピースの調子が悪く、速いフレーズを弾けなかったため、苦肉の策としてバラード・アルバムを作った」というものであるが、実際のところは、プロデューサーのボブ・シールが、よりファン層を広げるために着想したようである。
「ユー・ドント・ノウ・ホワット・ラヴ・イズ」は、元々はミュージカル映画『凸凹空中の巻』の挿入歌で、コルトレーン以前にもソニー・ロリンズが『サキソフォン・コロッサス』で、ビリー・ホリデイが『レディ・イン・サテン』で取り上げている。

## 収録曲

### オリジナル版
1. セイ・イット - "Say It (Over and Over Again)"（F. Loesser - J. McHugh）(大村憲司が矢野顕子との共演でカバーしている)
2. ユー・ドント・ノウ・ホワット・ラヴ・イズ - "You Don't Know What Love Is"（D. Raye - G.DePaul）
3. トゥー・ヤング・トゥ・ゴー・ステディ - "Too Young to Go Steady"（H. Adamson - J. McHugh）
4. オール・オア・ナッシング・アット・オール - "All or Nothing at All"（J. Lawrence - A. Altman）
5. アイ・ウィッシュ・アイ・ニュー - "I Wish I Knew"（H. Warren - M. Gordon）
6. ホワッツ・ニュー - "What's New"（B. Haggart - J. Burke）
7. イッツ・イージー・トゥ・リメンバー - "It's Easy to Remember"（L. Hart - R. Rodgers）
8. ナンシー - "Nancy" (With the Laughing Face)（J. Van Heusen - P. Silvers）

### 2002年 デラックス・エディション
ディスク2
1. ゼイ・セイ・イッツ・ワンダフル - "They Say It's Wonderful"
2. オール・オア・ナッシング・アット・オール - "All or Nothing at All" - Alternate take
3. グリーンスリーヴス - "Greenlseaves" - Alternate take
4. グリーンスリーヴス - "Greenlseaves" - Alternate take
5. グリーンスリーヴス - "Greenlseaves" - Alternate take
6. グリーンスリーヴス - "Greenlseaves" - Master take
7. グリーンスリーヴス - "Greenlseaves" - Alternate take
8. イッツ・イージー・トゥ・リメンバー - "It's Easy to Remember" - Alternate take
9. イッツ・イージー・トゥ・リメンバー - "It's Easy to Remember" - Alternate take
10. イッツ・イージー・トゥ・リメンバー - "It's Easy to Remember" - Alternate take
11. イッツ・イージー・トゥ・リメンバー - "It's Easy to Remember" - Alternate take
12. イッツ・イージー・トゥ・リメンバー - "It's Easy to Remember" - Alternate take
13. イッツ・イージー・トゥ・リメンバー - "It's Easy to Remember" - Alternate take
14. イッツ・イージー・トゥ・リメンバー - "It's Easy to Remember" - Alternate take

## 演奏メンバー
- ジョン・コルトレーン - テナー・サックス
- マッコイ・タイナー - ピアノ
- ジミー・ギャリソン - ベース
- エルヴィン・ジョーンズ - ドラム
- レジー・ワークマン - ベース（on 7.）